# Rita Freitas
Rita Freitas (Rio de Janeiro, 1955) é uma porta-bandeira brasileira.
Em 1982, preparada pelo mestre-sala Manoel Dionísio, tornou-se a primeira branca a ocupar o posto de primeira porta-bandeira do Salgueiro. Além disso, inovou no desfile ao soltar a mão esquerda — tradicionalmente colada à cintura — para evoluir na dança com o mestre-sala. Também passou a promover treinamentos específicos para as porta-bandeiras da escola.
Defendeu a escola tijucana até 1986. Passou por Grande Rio (em 1993) e Império Serrano (de 1997 a 1999), mas voltou ao Salgueiro para seu último desfile, em 2006.
Graduou-se em Educação Física. É mãe da cantora e pianista Maíra Freitas, que teve com o cantor Martinho da Vila.

## Premiações
- Estandarte de Ouro

1. 1985 - Melhor porta-bandeira (Salgueiro) [7][8]
2. 1986 - Melhor porta-bandeira (Salgueiro) [9]
3. 1991 - Melhor porta-bandeira (Salgueiro) [10]
4. 1996 - Melhor porta-bandeira (Império Serrano) [11]
5. 1999 - Melhor porta-bandeira (Império Serrano) [12]

- - Prêmio S@mba-Net

1. 1999 - Prêmio Especial 